# 対策
対策（たいさく）とは、日本で平安時代初期から室町時代まで行われた、官吏登用のための試験である。献策・方略試・秀才試・文章得業生試ともよばれた。中国が唐の時代、秀才を選ぶ際に「策問」と称して天子が時事または経義をもって出題し、士がこれに応じて奉る文章を「対策文」と称していた。この制度が日本に伝わり、日本でも秀才が導入された。平安時代初期、紀伝道（文章院で漢詩文または歴史を学ぶ学科、通称は「文章道」）が盛んになると、文章博士（大学寮で詩文・歴史を教授した教官）が「策文」を出して文章得業生（もんじょうとくごうしょう）に答えさせる試験が行われるようになり、この試験が「対策」といわれるようになった。この試験に合格すれば官吏に登用され、この試験は当時の最高国家試験であった。儒家でないために文章得業生になることができない文章生については、特に方略宣旨を申請して、「対策」を受験した。対策文は、中国の故事を引用した内容空疎なものであり、次第に形式化していったが、試験自体は室町時代まで行われた。